# Рабах Бітат
Рабах Бітат (араб. رابح بيطاط) (19 грудня 1925, Айн-ель-Карма — 10 квітня 2000, Париж) — алжирський політичний, військовий та державний діяч. Виконувач обов’язків президента Алжиру з 27 грудня 1978 до 9 лютого 1979 року. Виконував обов’язки президента після смерті президента Хуарі Бумедьєна та був заміщений Шадлі Бенджедідом, після чого повернувся на посаду голови парламенту. Перебував у партії Фронт національного визволення.

## Біографія

### Юність. Участь у війні за незалежність Алжиру
Рабах Бітат народився 19 грудня 1925 року у містечку Айн-ель-Карма (фр. Ain El Karma) поблизу міста Константіни в Алжирі, що був у ті часи колонією Франції. З юних років брав участь у визвольному русі. У 1940 році вступив до Партії алжирського народу (ПАН) (фр. Parti du Peuple Algerien, PPA), був членом Руху за торжество демократичних свобод, РТДС (фр. Mouvement pour le Triomphe des Libertes Democratique, MTLD) Мессалі Хаджа. Входив до підпільної збройної групи «Організасьйон Спесіяль» (OS), яку 1949 року очолив Ахмед Бен Белла. За напад на поштове відділення у місті Оран був заочно засуджений до 10 років тюремного ув’язнення . Один з провідних керівників бойовиків РТДС та один з лідерів партійної фракції, що звинувачувала Мессалі аль-Хаджа у зраді інтересів Алжиру та відмові від боротьби. У березні 1954 року став одним із засновників Революційного комітету єдності та дії, який був покликаний примирити три ворожі фракції РТДС. Однак у липні Комітет саморозпустився, не виконавши свого завдання. Після цього Бітат та інші вожді бойовиків у найкоротший термін реорганізували збройне підпілля та встановили зв’язки із загонами алжирської молоді, що втекла у гори від французької влади. Входив до «групи 22-х» — групи лідерів алжирської революції, що зібрались на підпільний з’їзд у кварталі Кло Саламбьє (м. Алжир) у липні 1954 року. На цьому з’їзді він був обраний членом Революційної ради або «групи 6» (до неї, окрім нього, входили Мохаммед Будіаф, Белькасем Крім, Мустафа Бен Булаїд, Ларбі Бен М’Хіді та Мурад Дідуш) — першого керівництва майбутнього ФНВ. 10 жовтня 1954 року став одним із засновників Фронту національного визволення Алжиру й Армії національного визволення. Того ж дня він увійшов до керівництва ФНВ — реорганізованої Революційної ради або «групи 9», куди були також включені лідери еміграції, що перебували у Каїрі — Ахмед Бен Белла, Х. Аіт Ахмед та М. Хідер .  Перший командир сил Фронту у IV вілайї (район міста Алжир). У березні 1955 року був взятий у полон французькою армією та засуджений воєнним трибуналом до довічного ув’язнення. Переправлений до в’язниці у Францію. У 1958 році заочно був призначений міністром без портфеля Тимчасового уряду Алжирської Республіки .  У 1962 році після укладення Евіанських угод, що дали Алжиру незалежність, Рабах Бітат був звільнений і повернувся на батьківщину .
Його дружиною була Зохра Дріф.

### Політична кар’єра у незалежному Алжирі
Після повернення до Алжиру Рабах Бітат став членом Політбюро Фронту національного визволення й був призначений заступником голови Ради міністрів Алжирської Народної Демократичної Республіки. У травні 1963 року через розбіжності з Президентом Ахмедом Бен Беллою його було переведено на посаду третього заступника голови Ради міністрів, а у вересні 1963 року вийшов з уряду та Політбюро ФНВ. 1964 року Рабах Бітат залишив Алжир та виїхав до Франції 
Після скинення Бен Белли в ході перевороту 19 червня 1965 року створена армією Революційна рада на чолі з полковником Хуарі Бумедьєном почав перемовини з Рабахом Бітатом та іншими колишніми лідерами ФНВ — Ферхатом Аббасом, Белькасемом Крімом та Мухаммедом Будіафом. На відміну від решти Рабах Бітат погодився піти на співробітництво з новим режимом. 10 липня 1965 року його було призначено Державним міністром. 13 — 18 грудня 1965 року Рабах Бітат у складі делегації супроводжував Хуарі Бумедьєна у його поїздці до СРСР. 

### Тимчасовий президент. Завершення кар’єри
Після смерті 27 грудня 1978 року Президента Хуарі Бумедьєна Рабах Бітат, відповідно до Конституції, зайняв пост тимчасового глави держави терміном на 45 днів. За цей час керівництво країни вирішило, хто стане наступником Бумедьєна й підготувало проведення з’їзду ФНВ.
22 січня 1979 року було оголошено про проведення виборів нового Президента Алжиру, а 31 січня IV (надзвичайний) з’їзд партії ФНВ обрав генеральним секретарем і кандидатом на пост Президента координатора армії у рамках Революційної ради полковника Шадлі Бенджедіда. 7 лютого Бенджедіда було обрано Президентом Алжиру.
9 лютого 1979 року Бітат передав повноваження Президента. Після цього він повернувся на пост голови Національних народних зборів, але при цьому увійшов до складу Політбюро партії ФНВ .
У червні того ж року Рабах Бітат став одним з 4 членів Вищої ради безпеки Алжиру (до неї також входили Президент Шадлі Бенджедід, Прем’єр-міністр Мохаммед Абдельгані й Міністр закордонних справ Мохаммед Беняхья).
Бітат обирався головою парламенту чотири рази поспіль. У 1988 році він вийшов з Політбюро партії ФНВ, а 3 жовтня 1990 року, на відкритті осінньої сесії парламенту, подав у відставку з посту голови Національних народних зборів і став пересічним депутатом, заявивши при цьому протест проти лібералізації економіки, що проводилась.
У подальшому Рабах Бітат не брав участі у політичному житті Алжиру. 5 липня 1999 року були особливо відзначені його заслуги у досягненні незалежності .  
Рабах Бітат помер 10 квітня 2000 року в Парижі .
Його ім’ям названо аеропорт міста Аннаба.